# Cholerafriedhof Paasdorf
Der Cholerafriedhof Paasdorf ist ein Friedhof in der Ortschaft Paasdorf in der Bezirksstadt Mistelbach in Niederösterreich.

## Geschichte

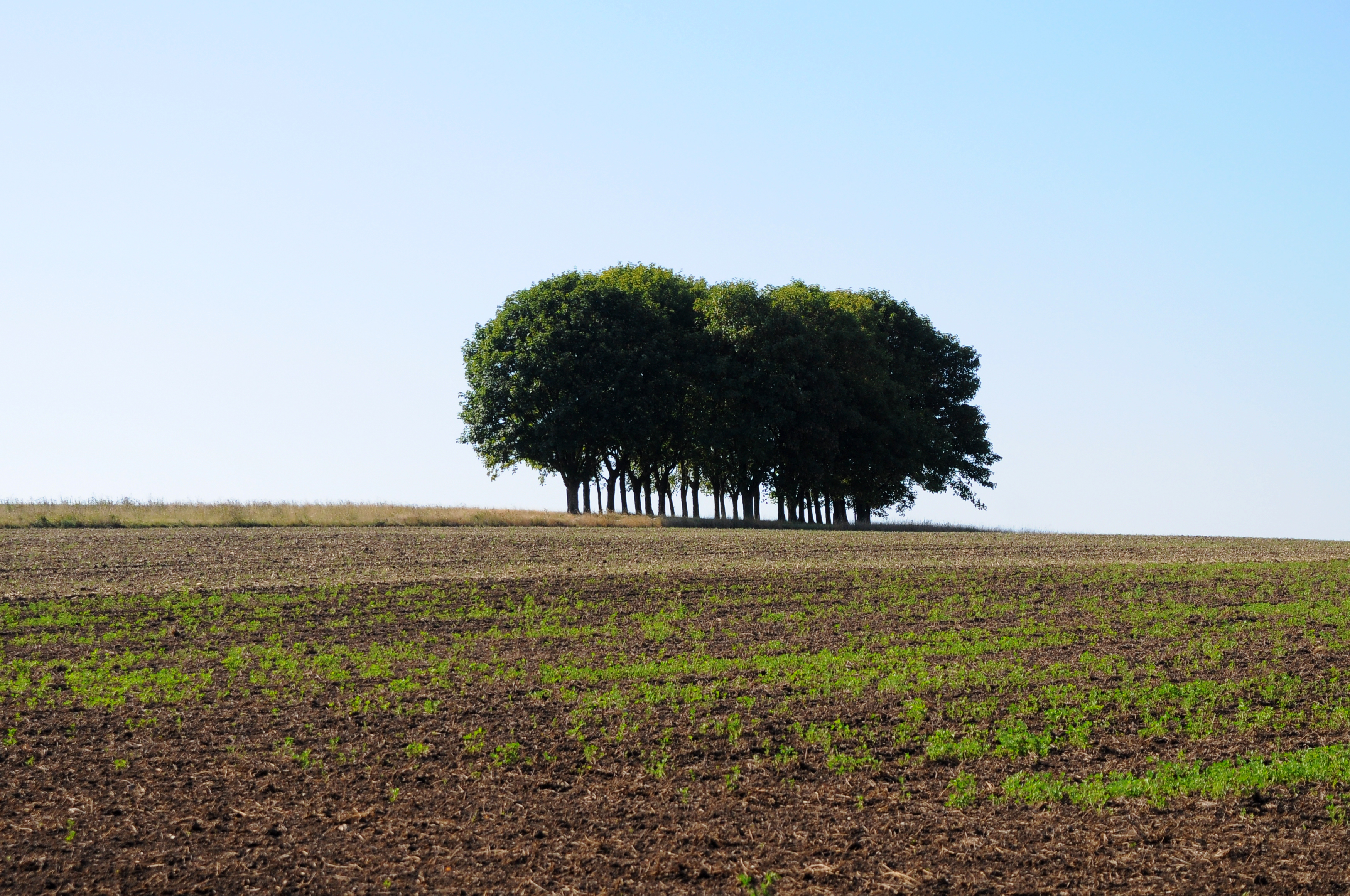
Baumgruppe am Paasdorfer Cholerafriedhof

Während des Preußisch-Österreichischen Kriegs im Jahr 1866 brach im preußischen Heer die Cholera aus. Mit dem Truppenvormarsch verbreitete sich die Cholera auch in jenen Teilen Niederösterreichs, die von preußischen Soldaten betreten wurden.

## Friedhof
Der Cholerafriedhof liegt auf einem der Pfarre Paasdorf gehörenden Acker. „Hier ruhen 32 preußische Krieger, gestorben zu Paasdorf vom 3.–30. August 1866. – Gott ist überall.“ steht auf dem einfachen Kreuz aus Eisen.